# Nepal Peak
Der Nepal Peak (Peak englisch für „Gipfel“) ist ein Berggipfel im Himalaya an der Grenze zwischen Nepal und Sikkim (Indien).
Der 7177 m hohe Nepal Peak befindet sich 8,91 km nördlich des Achttausenders Kangchendzönga. Er ist ein Nebengipfel des 1,61 km nordöstlich gelegenen Kirat Chuli (Tent Peak). Dazwischen liegt ein etwa 7000 m hoher Sattel. Nach Süden hin fällt der Gebirgskamm zum 6194 m hohen Gebirgspass Nepal Gap ab, um anschließend zum 7350 m hohen Gimmigela Chuli (The Twins) wieder aufzusteigen.
Der Nepal Peak wurde am 24. Mai 1930 im Rahmen einer deutsch-österreichischen Expedition von dem Österreicher Erwin Schneider im Alleingang erstbestiegen.